# La Tchadienne
La Tchadienne (trad. "La ciadiana") è l'inno nazionale del Ciad. Il testo è stato scritto in lingua francese da Louis Gidrol e altri, mentre la musica è di Paul Villard. Il brano è stato adottato come inno nel 1960.

## Testo
| Testo originale in francese (ufficiale) | Testo in arabo | Versione poetica in inglese (non ufficiale) |
| Refrain : Peuple Tchadien, debout et à l'ouvrage ! Tu as conquis la terre et ton droit ; Ta liberté naîtra de ton courage. Lève les yeux, l'avenir est à Toi. Ô mon Pays, que Dieu te prenne en garde, Que tes voisins admirent tes enfants. Joyeux, pacifique, avance en chantant, Fidèle à tes anciens qui te regardent. Refrain | :جوقه شعب تشاد قم إلي العمل إسترديت أرضاك وحقاك وحرياتك تولودك من شجاعتك إرفع عينيك فالمستقبل لك يابلادي فليحفظك الله فليحفظ جيرانك وأبنائك أيه المحيط الساري تقدم وأنت تنشد وافيا لأسلافك الذين ينظرون إليك جوقه | Chorus: O Chadians, arise to labour! Thou hast conquer'd thy soil and won thy rights; Thy freedom o' thy courage shall be born. Besee thy future, thou openest thy eyes. O my Country, may the Lord protect thee, May thy neighbours admire thy children. Of peace as we chant thou shalt rise to glee, Faithful to thy fathers who watcheth thee. Chorus |

## Traduzione
Coro:
Popolo del Ciad, in piedi e al lavoro!
Hai conquistato la terra e la tua legge
La tua libertà nascerà del tuo coraggio.
Alza gli occhi, il futuro è tuo.
O, mio Paese, che Dio ti protegga
Possano i tuoi vicini ammirare i tuoi figli.
Gioioso, pacifico, avanza col canto
Fedele ai tuoi padri che si stanno guardando.
Coro: